# بن ديفيس (كرة سلة)
بن ديفيس (بالإنجليزية: Ben Davis)‏ مواليد 26 ديسمبر 1972 في فلوريدا، هو لاعب كرة سلة أمريكي سابق. بدأ مسيرته الاحترافية في سنة 1996. تم اختياره من قبل فريق فينيكس صنز خلال الدرافت. يبلغ طوله 6 قدم 9 بوصة (2.1 م). اعتزل اللعب في 2009.

## المسيرة الاحترافية
لعب مع فينيكس صنز في موسم 1996–1997، ثم لعب مع نيويورك نيكس في سنة 1998، ثم لعب مع كابيتانس دي أرسيبو في سنة 1998، ثم لعب مع ساسكي باسكونيا في الدوري الإسباني في سنة 1998، ثم لعب مع نيويورك نيكس في سنة 1999، ثم لعب مع فينيكس صنز في موسم 1999–2000، ثم لعب مع بروجوس دي جواياما في سنة 2000.

## روابط خارجية
- بن ديفيس على موقع إن بي أي (الإنجليزية)
- بن ديفيس على موقع سبورتس رفرنس (الإنجليزية)
- بن ديفيس على موقع الدوري الإسباني لكرة السلة (الإسبانية)
- بن ديفيس على موقع كرة السلة الأوروبية.كوم (الإنجليزية)
- بن ديفيس على موقع كلية كرة السلة في سبورتس رفرنس.كوم (الإنجليزية)
- بن ديفيس على موقع ريلجم (الإنجليزية)
- بن ديفيس على موقع بروبوليرز (الإنجليزية)
- بن ديفيس على موقع سبورتس رفرنس (الإنجليزية)